# Issam Jebali
Issam Jebali, född 25 december 1991 i Majaz al Bab, är en tunisisk fotbollsspelare som spelar för japanska Gamba Osaka.

## Karriär
I februari 2015 värvades Jebali av IFK Värnamo, där han skrev på ett tvåårskontrakt. Den 18 juli 2016 värvades Jebali av IF Elfsborg, där han skrev på ett kontrakt över säsongen 2019 - ett kontrakt som redan åtta månader senare förlängdes med ytterligare två år.
Den 8 augusti 2018 värvades Jebali av Rosenborg BK, där han skrev på ett fyraårskontrakt. Den 31 januari 2019 värvades Jebali av saudiska Al-Wehda. Den 30 juli 2019 värvades Jebali av danska Odense BK, där han skrev på ett treårskontrakt.
Den 5 januari 2023 värvades Jebali av japanska Gamba Osaka, där han skrev på ett kontrakt fram till sommaren 2026.